# فرودگاه جومسوم
فرودگاه جومسوم (به انگلیسی: Jomsom Airport) یک فرودگاه همگانی با کد یاتا JMO است که یک باند فرود آسفالت دارد و طول باند آن ۵۳۱ متر است. این فرودگاه در کشور نپال قرار دارد و در ارتفاع ۲۶۸۲ متری از سطح دریا واقع شده‌است.

## شرکت‌های هواپیمایی و مقصدهای پروازی

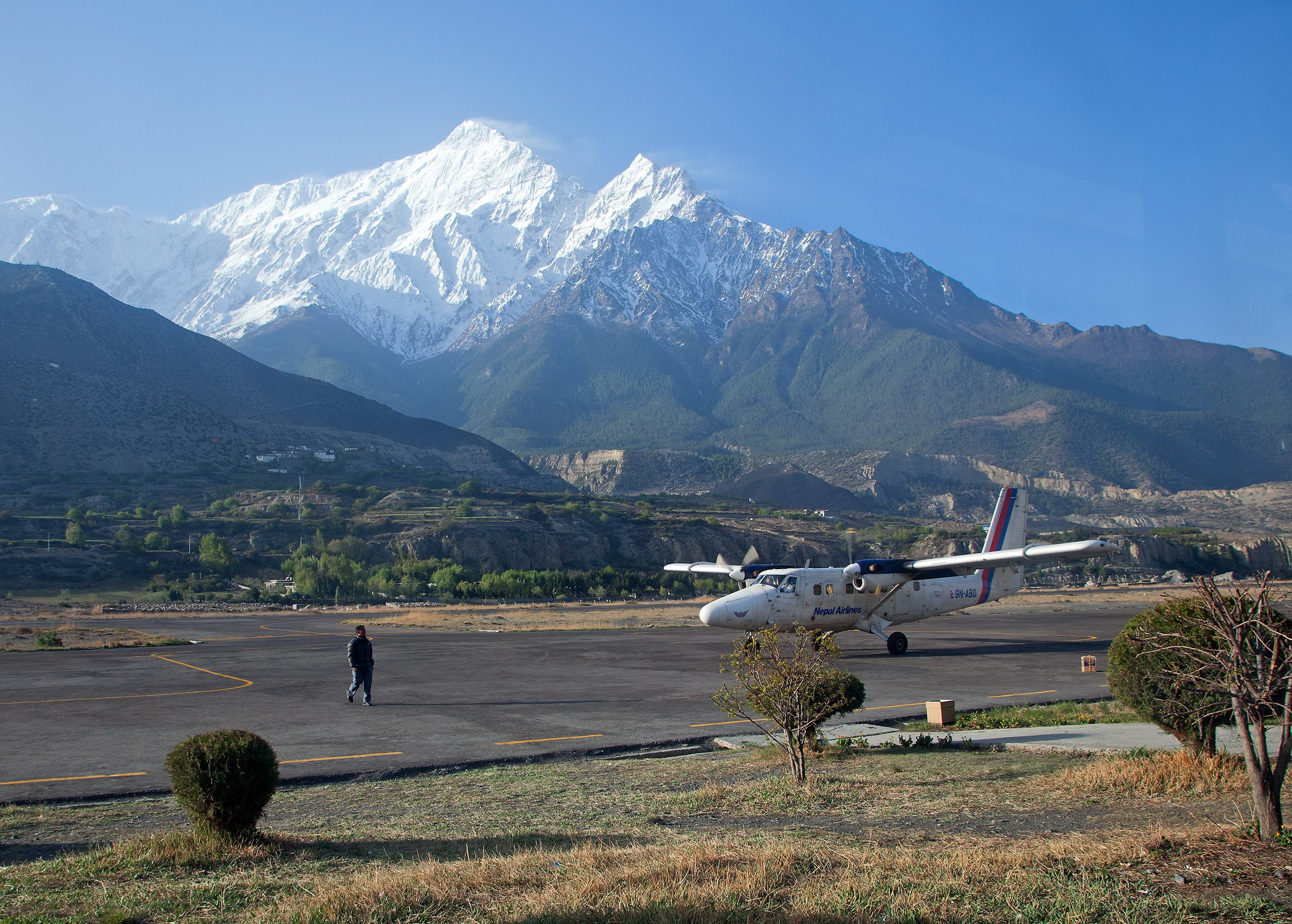
A Nepal Airlines plane at Jomsom airport.

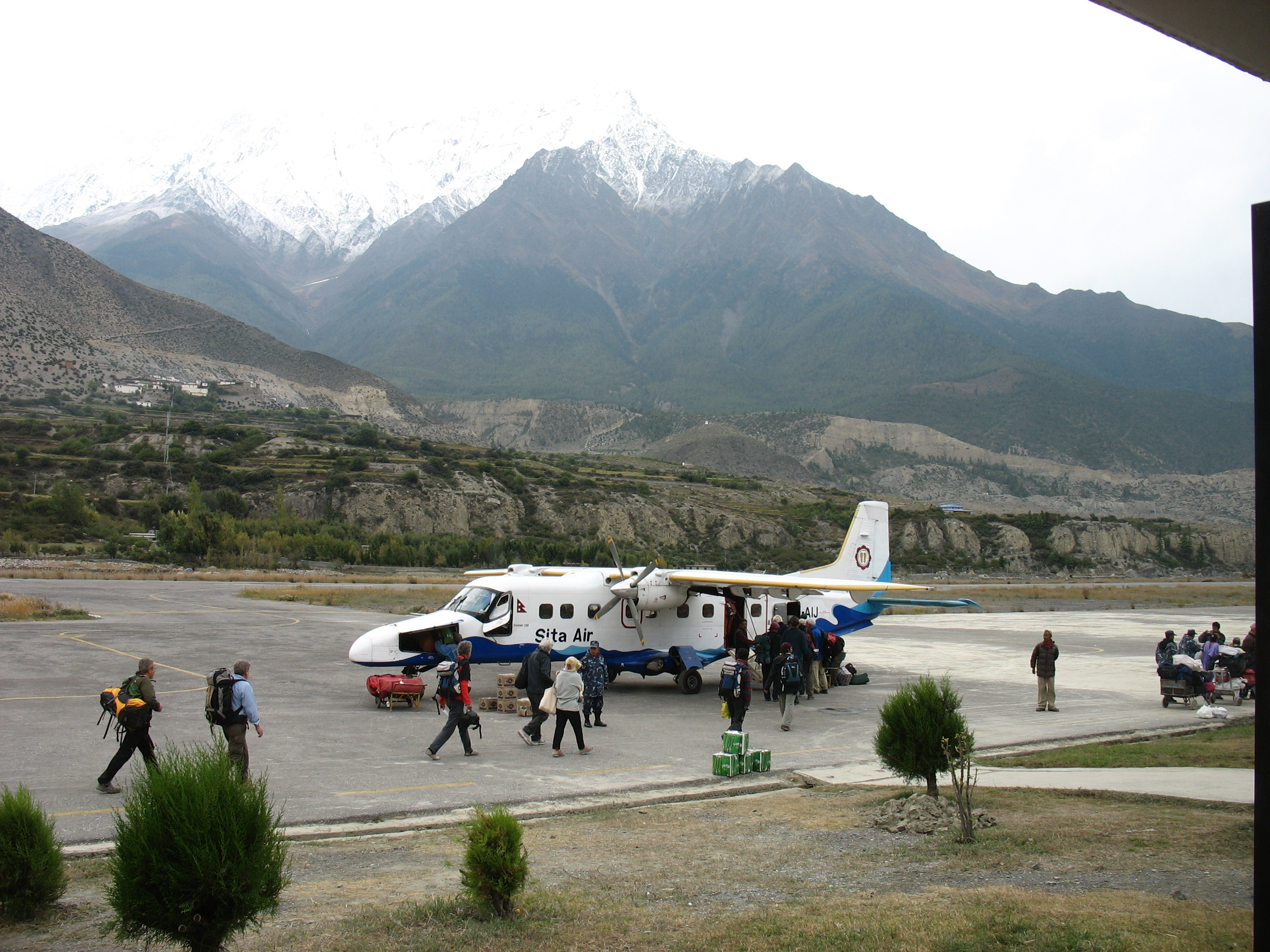
Sita Air boards passengers at Jomsom airport.

| شرکت‌های هواپیمایی | مقصدهای پروازی   |
| ----------------- | ---------------- |
| Gorkha Airlines   | پوکارا           |
| نپال ایرلاینز     | پوکارا           |
| Simrik Airlines   | پوکارا           |
| Sita Air          | تریبهوان، پوکارا |
| Tara Air          | پوکارا           |